# Selezioni giovanili della nazionale maschile di pallacanestro della Bosnia ed Erzegovina
Le selezioni giovanili della nazionale di pallacanestro della Bosnia ed Erzegovina sono gestite dalla Federazione cestistica della Bosnia ed Erzegovina e partecipano ai tornei cestistici internazionali per squadre nazionali, limitatamente a specifiche classi d'età.

## Under-20
Rappresenta i migliori giocatori di nazionalità bosniaca di età non superiore ai 20 anni. Partecipa a tutte le manifestazioni internazionali giovanili di pallacanestro per nazioni gestite dalla FIBA.
Nel corso degli anni questa selezione ha subito alcuni cambiamenti nel nome, dovuti agli adeguamenti nelle normative della FIBA in fatto di classificazione delle categorie giovanili.
Agli inizi la denominazione originaria era nazionale Juniores, in quanto la FIBA classificava le fasce di età sotto i 22 anni con la denominazione "juniores". In seguito, denominazione e fasce di età sono state equiparate, divenendo nazionale Under 22. Dal 2000, la FIBA ha modificato nuovamente il tutto, equiparando sotto la dicitura "under 20" sia denominazione che fasce di età. Da allora la selezione ha preso il nome attuale.
Ha sempre partecipato agli Europei di categoria in Division B, venendo promossa in Division A nel 2014, dove ha disputato l'Europeo di categoria l'anno successivo, ottenendo il 19º posto.

### Partecipazioni
FIBA EuroBasket Under-20
- 2015 - 19°

### Formazioni
Bosnia ed Erzegovina under 20 - Campionato europeo maschile di pallacanestro Under-20 20154 Zahiragić, 5 Ivković, 6 Gačić, 7 Buža, 8 Garić, 9 Milanović, 10 Lužaić, 11 Lončar, 12 Polutak, 13 Lakić, 14 Karamatić, 15 Tunović,        All. Ljuba Vidačić

## Under-18
Rappresenta i migliori giocatori di nazionalità bosniaca di età non superiore ai 18 anni. Partecipa a tutte le manifestazioni internazionali giovanili di pallacanestro per nazioni gestite dalla FIBA.
Agli inizi la denominazione originaria era nazionale Cadetti, in quanto la FIBA classificava le fasce di età sotto i 18 anni con la denominazione "cadetti". Dal 2000, la FIBA ha modificato il tutto, equiparando sotto la dicitura "under 18" sia denominazione che fasce di età. Da allora la selezione ha preso il nome attuale.
Fino al 1991, gli atleti bosniaci partecipavano alle competizioni internazionali di categoria, nelle file della omonima nazionale jugoslava.

Il team si è formato nel 1992, dopo le guerre che hanno dissolto lo Stato jugoslavo, e nel corso della sua breve storia, non ha raccolto successi di prestigio.

### Partecipazioni
FIBA EuroBasket Under-18
- 2013 - 13°
- 2014 - 12°
- 2015 - 4°

- 2016 - 6°
- 2017 - 8°
- 2018 - 16°

## Under-17
Rappresenta i migliori giocatori di nazionalità bosniaca di età non superiore ai 17 anni. Partecipa a tutte le manifestazioni internazionali giovanili di pallacanestro per nazioni gestite dalla FIBA.
Vanta 1 partecipazione al Mondiale Under-17.

### Partecipazioni
- 2016 - 9°

## Under-16
Rappresenta i migliori giocatori di nazionalità bosniaca di età non superiore ai 16 anni. Partecipa a tutte le manifestazioni internazionali giovanili di pallacanestro per nazioni gestite dalla FIBA.
Nel corso degli anni questa selezione ha subito alcuni cambiamenti nel nome, dovuti agli adeguamenti nelle normative della FIBA in fatto di classificazione delle categorie giovanili.
Agli inizi la denominazione originaria era Nazionale Allieve, in quanto la FIBA classificava le fasce di età sotto i 16 anni con la denominazione "allieve". In seguito, denominazione e fasce di età sono state equiparate, divenendo Nazionale Under 16. Da allora la selezione ha preso il nome attuale.
Fino al 1991, gli atleti bosniaci partecipavano alle competizioni internazionali di categoria, nelle file della omonima nazionale jugoslava.

Si è formata nel 1992, dopo le guerre che hanno dissolto lo Stato jugoslavo, ha sempre partecipato agli Europei di categoria in Division B, venendo promossa in Division A nel 2014, dove vanta 4 partecipazioni con una medaglia d'oro.

### Partecipazioni
- 2014 - 8°
- 2015 -  1°
- 2016 - 14°
- 2019 - 16°